# Nukleär receptor
Nukleära receptorer, kärnreceptorer, nuclear receptors, NR är en typ av genregulatoriska proteiner. Receptorerna finns lokaliserade i nukleoplasman (bundna till chaperoner) eller i cellkärnan. Det är i cellkärnan som de utför sin effekt. Till skillnad från normala receptorer är nukleära receptorer inte membranbundna, utan finns fritt i cellens kärna. De aktiveras genom att en ligand binder till receptorn vilket alstrar en strukturändring i proteinet, vilket medför att en yta i proteinet exponeras som binder till en specifik promotor i en gen. Nukleära receptorer är målproteiner för olika typer av ligander, bland annat steroidhormoner (till exempel kortisol och könshormoner, se steroidreceptorer), tyreoideahormoner (se Sköldkörtelhormonreceptorer), vitamin D samt retinoider.
Många nukleära receptorer klassificeras som orphan nuclear receptors, vilket avser att det inte är känt om receptorn binder en ligand eller inte. En orphan receptor som inte binder en ligand kan betraktas som en evolutionär rest som inte fyller någon funktion. Dock har forskare upptäckt ligander för många NR som klassificerat som orphan receptors.